# Licnostrategus endymion
Licnostrategus endymion är en skalbaggsart som beskrevs av Olivier 1789. Licnostrategus endymion ingår i släktet Licnostrategus och familjen Dynastidae. Inga underarter finns listade i Catalogue of Life.